# Pudukkottai

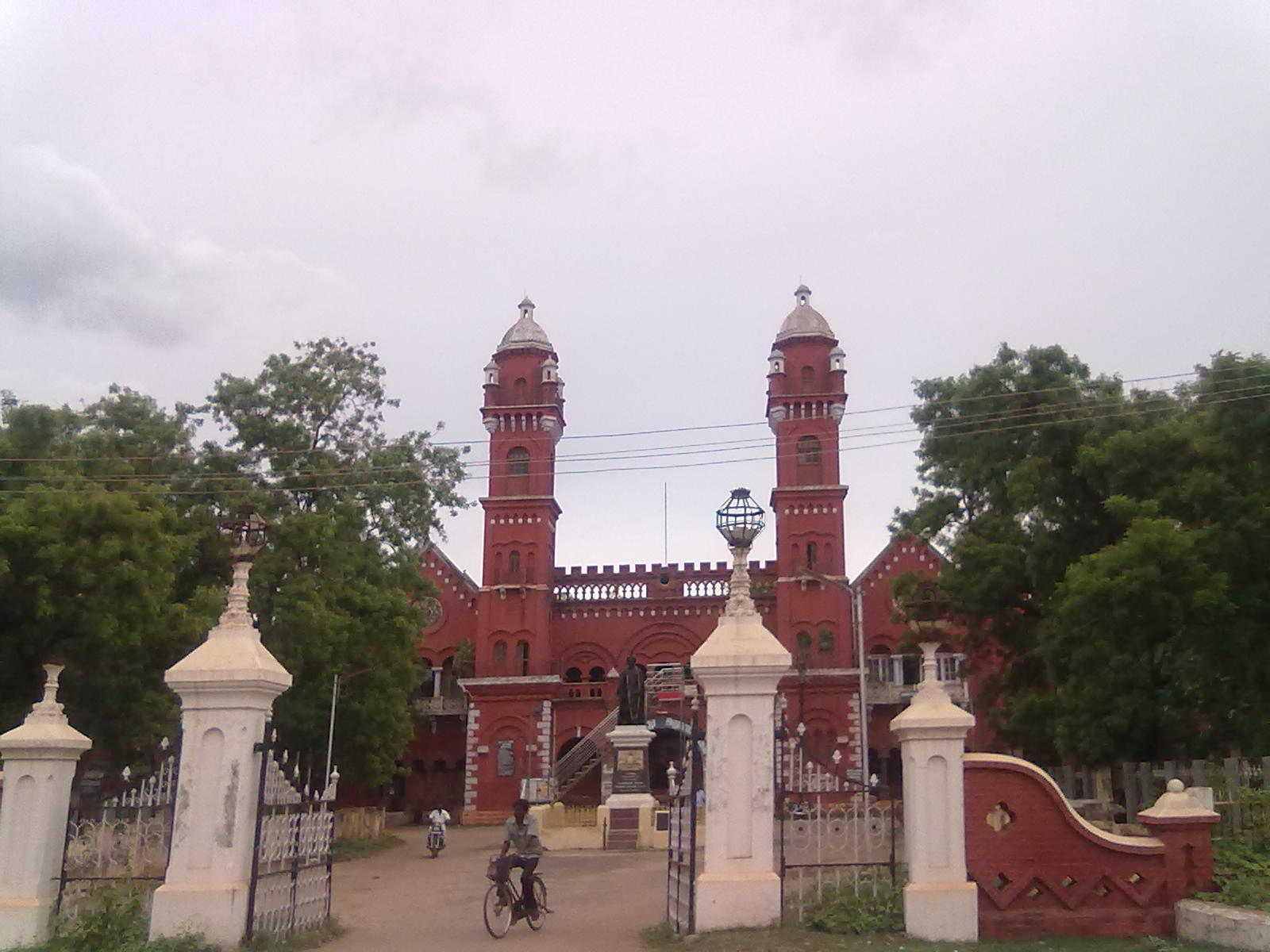
Domstolsbyggnad i Pudukkottai.

Pudukkottai är en stad i den indiska delstaten Tamil Nadu och är centralort i ett distrikt med samma namn. Folkmängden uppgick till 117 630 invånare vid folkräkningen 2011. Pudukkottai var förr huvudort i en vasallstat med samma namn som staden.